# Walter Stamm (Fußballspieler)
Walter Stamm (* 20. Juli 1941; † vor oder am 17. Juni 2023) war ein österreichischer Fußballspieler. Als Verteidiger spielte er mehrmals für die österreichische Nationalmannschaft und gewann mit dem Verein Admira Wien zweimal den ÖFB-Pokal und einmal die Meisterschaft.

## Karriere
Zu seinem ersten Einsatz in der Meisterschaft für die Admira kam Walter Stamm in der Saison 1958/59, zur Stammelf des Vereins zählte er ab 1961. Mit ihr errang Stamm den ersten großen Erfolg im ÖFB-Pokal 1964. Die Mannschaft erreichte das Finale und besiegte Wiener Austria im Praterstadion durch Stamms Tor zum 1:0. Den Höhepunkt erreichte seine Vereinskarriere im Jahre 1966: Ohne Gegentreffer gewann Admira wiederum den Cup im Finale gegen Rapid mit 1:0. In der Meisterschaft behauptete sich Stamm ebenfalls vor Rapid; er wurde in 25 von 26 Spielen eingesetzt.
Die guten Leistungen in der Meisterschaft verhalfen Stamm zum Sprung in die Nationalmannschaft. Seinen Einstand gab er beim 3:2-Auswärtssieg Österreichs über England am 20. Oktober 1965. Der Verteidiger wurde in der EM-Qualifikation für Italien 1968 und in der WM-Qualifikation für Mexiko 1970 eingesetzt. Seine letzte Saison in der Meisterschaft für die Admira, die nun in der Maria Enzersdorfer Südstadt beheimatet war, spielte Walter Stamm 1970. Insgesamt hat er 172 Meisterschaftsspiele für den Verein bestritten.

## Stationen
- SK Admira Wien (1958–1970)

## Erfolge
- 1 × Österreichischer Meister: 1966
- 2 × Österreichischer Cupsieger: 1964, 1966

- 7 Länderspiele für die österreichische Fußballnationalmannschaft von 1965 bis 1968